# Pseudosphetta
Pseudosphetta är ett släkte av fjärilar. Pseudosphetta ingår i familjen nattflyn.
Kladogram enligt Catalogue of Life:
| Pseudosphetta | \| \| Pseudosphetta apicalis \| \| \| \| \| \| Pseudosphetta fissisigna \| \| \| \| \| \| Pseudosphetta moorei \| \| \| \| |
|               | \| \| Pseudosphetta apicalis \| \| \| \| \| \| Pseudosphetta fissisigna \| \| \| \| \| \| Pseudosphetta moorei \| \| \| \| |
|               | Pseudosphetta apicalis |
|               | |
|               | Pseudosphetta fissisigna                                                                                                   |
|               | |
|               | Pseudosphetta moorei |
|               | |